# ソフトボール女子チャイニーズタイペイ代表
ソフトボール女子チャイニーズタイペイ代表（繁体字：中華台北女子壘球代表隊）は、中華民国ソフトボール協会（中華民國壘球協會、Chinese Taipei Amateur Softball Association）によって編成される中華民国（台湾）の女子ソフトボールのナショナルチーム。国際大会では一つの中国問題から、「チャイニーズタイペイ」（中華台北）名義を使用するほか、大会によっては「台湾」名義を使用することもある。

## 成績

### 世界レベル

#### オリンピック
| 開催年 | 開催地     | 結果 | 備考 |
| ------ | ---------- | ---- | ---- |
| 1996   | アトランタ | 6位  |      |
| 2000   | シドニー   | －   |      |
| 2004   | アテネ     | 6位  |      |
| 2008   | 北京       | 5位  |      |
| 2021   | 東京       | －   |      |

#### 世界選手権/ワールドカップ
| 開催年  | 開催地             | 結果   | 備考     |
| ------- | ------------------ | ------ | -------- |
| 1965    | メルボルン         | －     |          |
| 1970    | 大阪               | 6位    |          |
| 1974    | ストラトフォード   | 5位    |          |
| 1978    | サンサルバドル     | 4位    |          |
| 1982    | 台北               | 準優勝 |          |
| 1986    | オークランド       | 6位    |          |
| 1990    | ノーマル           | 5位    |          |
| 1994    | セントジョンズ     | 5位    |          |
| 1998    | 富士宮             | 7位    |          |
| 2002    | サスカトゥーン     | 3位    |          |
| 2006    | 北京               | 8位    |          |
| 2010    | カラカス           | 7位    |          |
| 2012    | ホワイトホース     | 7位    |          |
| 2014    | ハールレム         | 5位    |          |
| 2016    | サレー             | 11位   |          |
| 2018    | 千葉               | 9位    |          |
| 2022    | バーミングハム     | 3位    | [ 注 3 ] |
| 2023/24 | ウーディネ 他2ヵ国 | GS敗退 | [ 注 6 ] |

### 大陸レベル

#### アジア大会
| 開催年 | 開催地     | 結果   | 備考     |
| ------ | ---------- | ------ | -------- |
| 1990   | 北京       | 3位    |          |
| 1994   | 広島       | 3位    |          |
| 1998   | バンコク   | 3位    |          |
| 2002   | 釜山       | 準優勝 | [ 注 7 ] |
| 2006   | ドーハ     | 準優勝 |          |
| 2010   | 広州       | 3位    |          |
| 2014   | 仁川       | 準優勝 |          |
| 2018   | ジャカルタ | 準優勝 |          |
| 2023   | 杭州       | 3位    |          |

## 歴代選手
投手
- 頼聖蓉